# Sól szczawikowa
Sól szczawikowa – potoczna nazwa substancji krystalicznej tworzonej przez równomolową mieszaninę kwasu szczawiowego, wodoroszczawianu potasu oraz wody. Występuje naturalnie w szczawiu i rabarbarze. Sól szczawikowa jest czasami stosowana do wybielania i odświeżania starych parkietów, a także do usuwania rdzy, plam z atramentu i barwników roślinnych.